# 庵野秀明 (小惑星)
庵野秀明（あんのひであき、9081 Hideakianno）は、太陽系の小惑星のひとつ。火星と木星の間の軌道を公転している。愛媛県久万町（現久万高原町）の久万高原天体観測館で発見された。

## 命名
テレビアニメ『新世紀エヴァンゲリオン』の監督として著名な庵野秀明にちなんで、1999年に命名された。これは、発見者の中村彰正（久万高原天体観測館職員）が山口県立宇部高等学校にて庵野と同じ部に所属する友人であったことによるもので、庵野本人の許諾を得た上で申請された。
当初は姓の「Anno」で申請されたが、アンナ (265 Anna) と混同の恐れがあったので、名前を含めた「Hideakianno」が小惑星の名称となった。